# شهرستان آباده
شهرستان آباده یکی از شهرستان‌های استان فارس ایران است. مرکز این شهرستان، شهر آباده است.

## موقعیت جغرافیایی
این شهرستان از شمال با شهرستان جرقویه و شهرستان شهرضا در استان اصفهان، از جنوب با شهرستان اقلید و خرمبید در استان فارس، از شرق با شهرستان ابرکوه و شهرستان میبد در استان یزد و از غرب با شهرستان سمیرم در استان اصفهان مجاور است.

## پیشینه شهرستان
آباده در گذشته همیشه بخشی از ایالت فارس بوده‌است.
در زمان ساسانیان پارس (فارس) به پنج کوره (ناحیه/شهرستان) تقسیم می‌گردید و هر یک به نام پادشاهی که آن را بنا نهاده بود نامیده می‌شد؛ بدین قرار:
۱- کوره استخر ۲- کوره دارابگرد ۳- کوره اردشیرخوره ۴- کوره قباد خوره ۵- کوره شاپور خوره
آباده جزء کوره استخر بوده‌است.
بعد از اسلام، این تقسیمات تا قبل از حمله اعراب باقی بود. پس از تسلط اعراب بر ایران و هجوم اقوام خارجی که فارس هم قهراً بی‌نصیب نماند فارس به صورت ملوک‌الطوائفی درآمد و به چهار قسمت تقسیم گردید:
۱- شبانکاره به مرکزیت ایگ ۲- فارس به مرکزیت شیراز که آباده جزء آن بوده‌است ۳- کهگیلویه ۴- لارستان
در سنه ۱۲۹۱ خورشیدی فارس به ۸ ناحیه تقسیم گردید:
۱- حومه شیراز ۲- ولایت آباده ۳- ولایت قشقایی ۴- ولایت کهگیلویه ۵- ولایت مرکزی ۶- ولایت خمسه ۷- دشتی و دشتستان ۸- لارستان.
در نوزدهم دیماه سال ۱۳۱۶، با اصلاح قانون تقسیمات کشوری و ایجاد نخستین شهرستان‌ها در کشور، براساس ماده یک این قانون، کشور ایران به ۱۰ استان و ۴۹ شهرستان [و ۲۹۰ بخش] تقسیم شد. در این اصلاحیه نیز، هر استان مرکب از چند بخش و هر بخش مرکب از چند دهستان و هر دهستان مرکب از چند قصبه و ده است.
بر طبق این قانون که اولین تقسیمات کشور به شکل استان و شهرستان (شکل کنونی تقسیمات کشوری) بود، شهرستان آباده به مرکزیت شهر آباده یکی از ۶ شهرستان استان هفتم و ۴۹ شهرستان کشور بوده‌است.

## گاهشمار
- نبرد آباده، نبردی بین نیروهای مردمی آباده با اتحاد ایلات قشقایی در تاریخ خرداد ۱۲۹۷ ه.ش (شعبان 1336 ه.ق برابر مه 1918 م) علیه اشغالگران انگلیسی در ایران (پلیس جنوب) رخ داد. در نتیجه این نبرد پس از شکست‌های پی‌درپی نظامی برای قوای انگلیس، با استفاده از شیوع وبا (جنگ بیولوژیک) شهر آباده را به تصرف خود درآوردند. سربازان هندی و انگلیسی تمام خانه ها را غارت می کنند و حدود دو میلیون تومان (با نرخ ارزش پولی آن زمان) اموال مردم از بین می رود. حدود دو هزار نفر کشته بر جای می ماند و 126 نفر را زندانی می کنند و حتی جریمه 4600 تومانی هم از یکی از زندانیان دریافت کردند.[۲]
- در پی نبرد سمیرم که پس از سقوط رضاشاه، بین نیروهای دولتی از یک طرف و عشایر قشقایی و بویراحمدی از طرف دیگر درگرفت و منجر به شکست و کشته شدن تمام نیروهای دولتی شد، در سال ۱۳۲۵ به دلایل امنیتی سمیرم از شهرستان آباده و استان فارس منتزع و به اصفهان ملحق شد.
- در سال ۱۳۵۴ بخش اقلید و سرحدات از شهرستان آباده منتزع و شهرستان اقلید تشکیل گردید.
- در سال ۱۳۷۳ ابرکوه و توابع آن از شهرستان آباده منتزع گردید و شهرستان ابرکوه در استان فارس تشکیل گردید و پس از آن این شهرستان تازه تأسیس از استان فارس نیز منتزع و ضمیمه استان یزد گردید.
- در سال ۱۳۷۴ بخش بوانات از شهرستان آباده منتزع گردید و شهرستان بوانات به مرکزیت شهر سوریان تشکیل شد. شایان ذکر است در سال ۱۳۹۸ شهرستان سرچهان با مرکزیت شهر کره‌ای از شهرستان بوانات منتزع گردید.
- در سال ۱۳۷۵ بخش قنقری از شهرستان آباده منتزع گردید و شهرستان خرمبید با مرکزیت صفاشهر تشکیل گردید.
- در سال ۱۳۸۶ در پی سفر محمود احمدی‌نژاد رئیس‌جمهور وقت به استان فارس دهستان خسروشیرین از شهرستان اقلید منتزع و به شهرستان آباده ضمیمه شد که این امر موجب بروز تنش در شهر اقلید در پی اعتراض اهالی آن شهر گردید.
- سال‌هاست زمزمه تشکیل استانی در شمال فارس با مرکزیت آباده که شامل کلیه مناطق شهرستان آباده در سال ۱۳۱۶ (شهرستان کنونی آباده و ۶ شهرستان جداشده) باشد وجود دارد، لکن به دلایل مختلف این امر همیشه با موانعی روبرو بوده‌است.

## آثار تاریخی

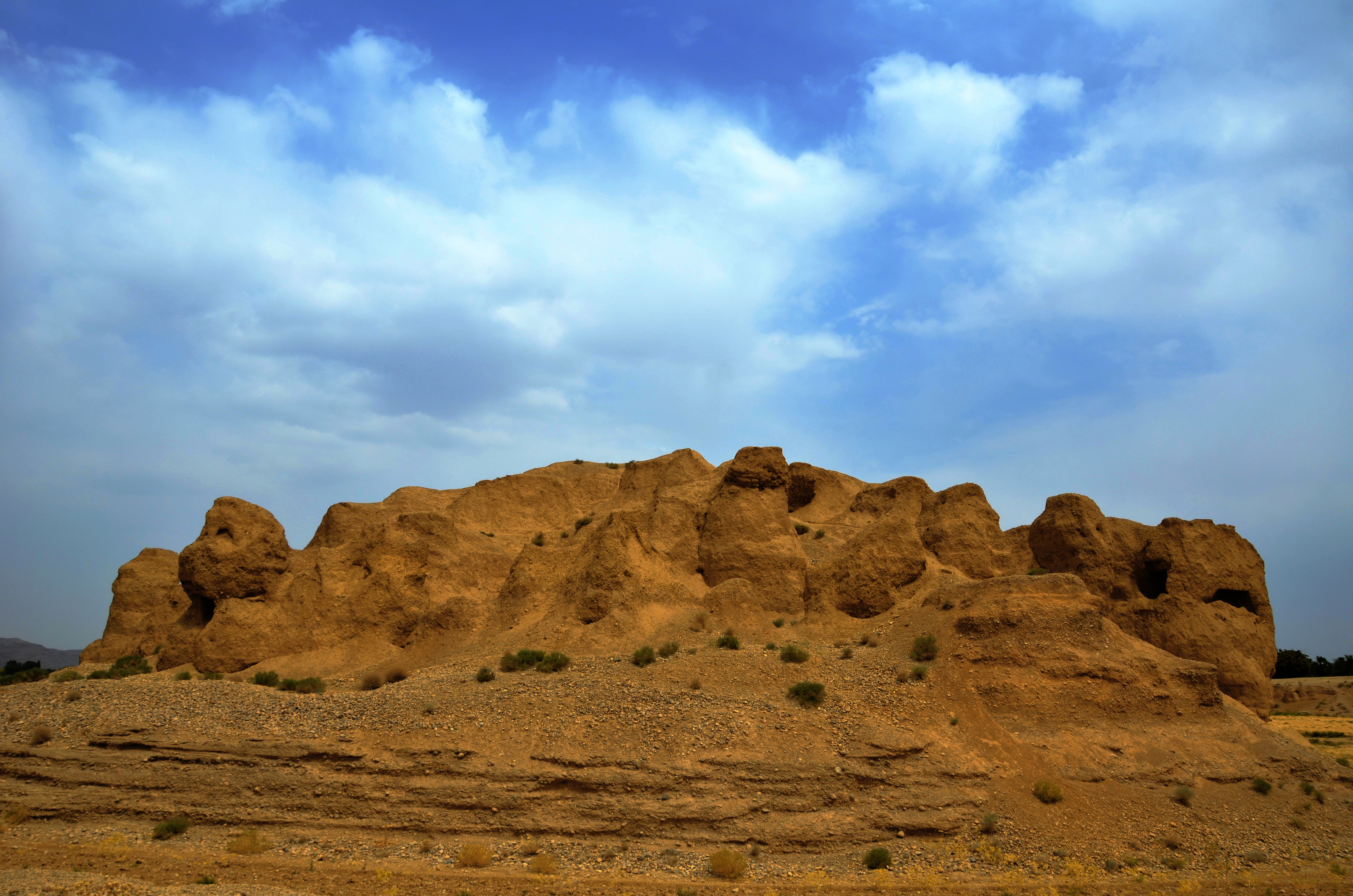
کاخ بهرام در سورمق

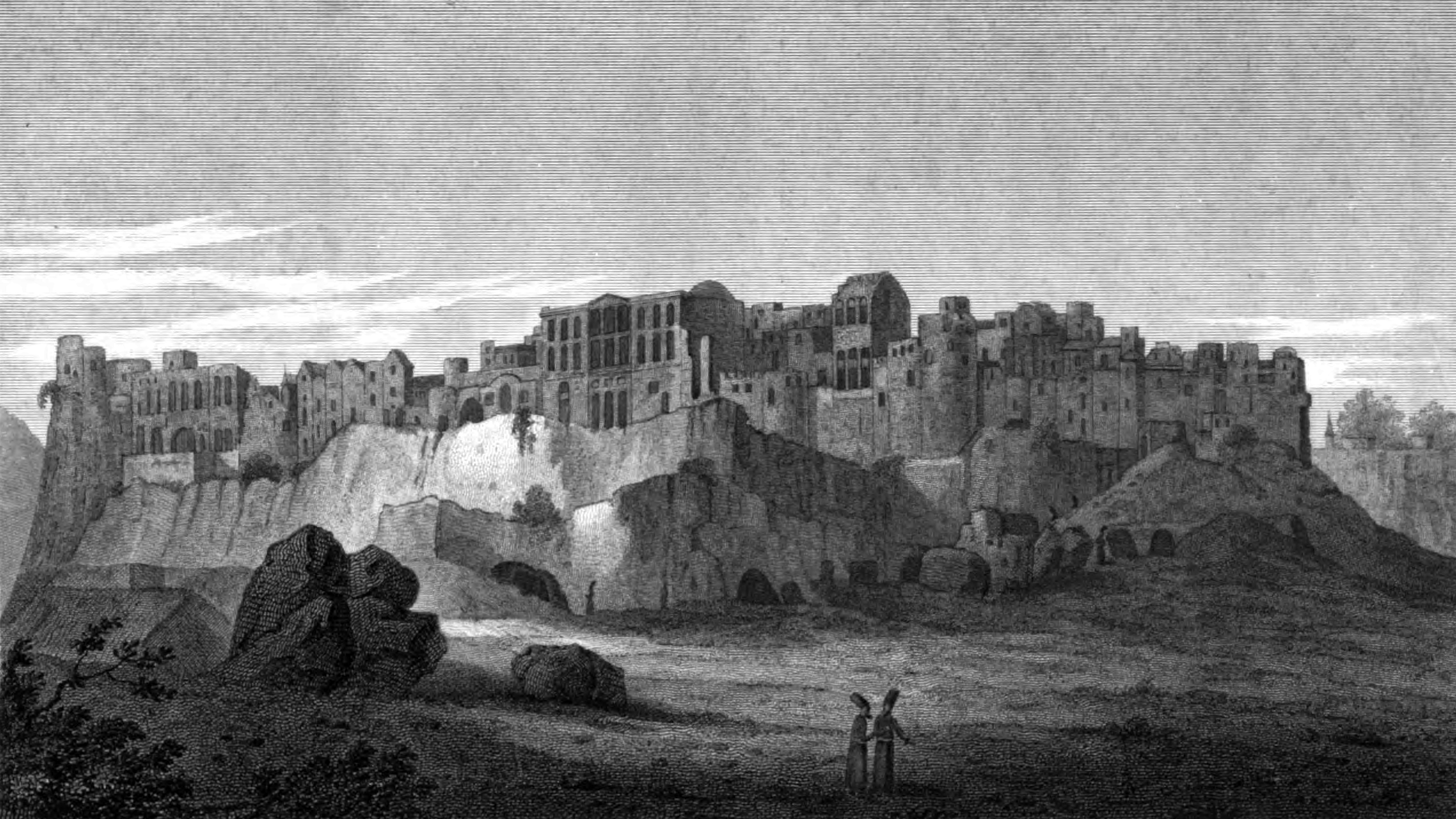
نقاشی از دژ ایزدخواست کاری از چالرز هیث، سال ۱۸۱۵

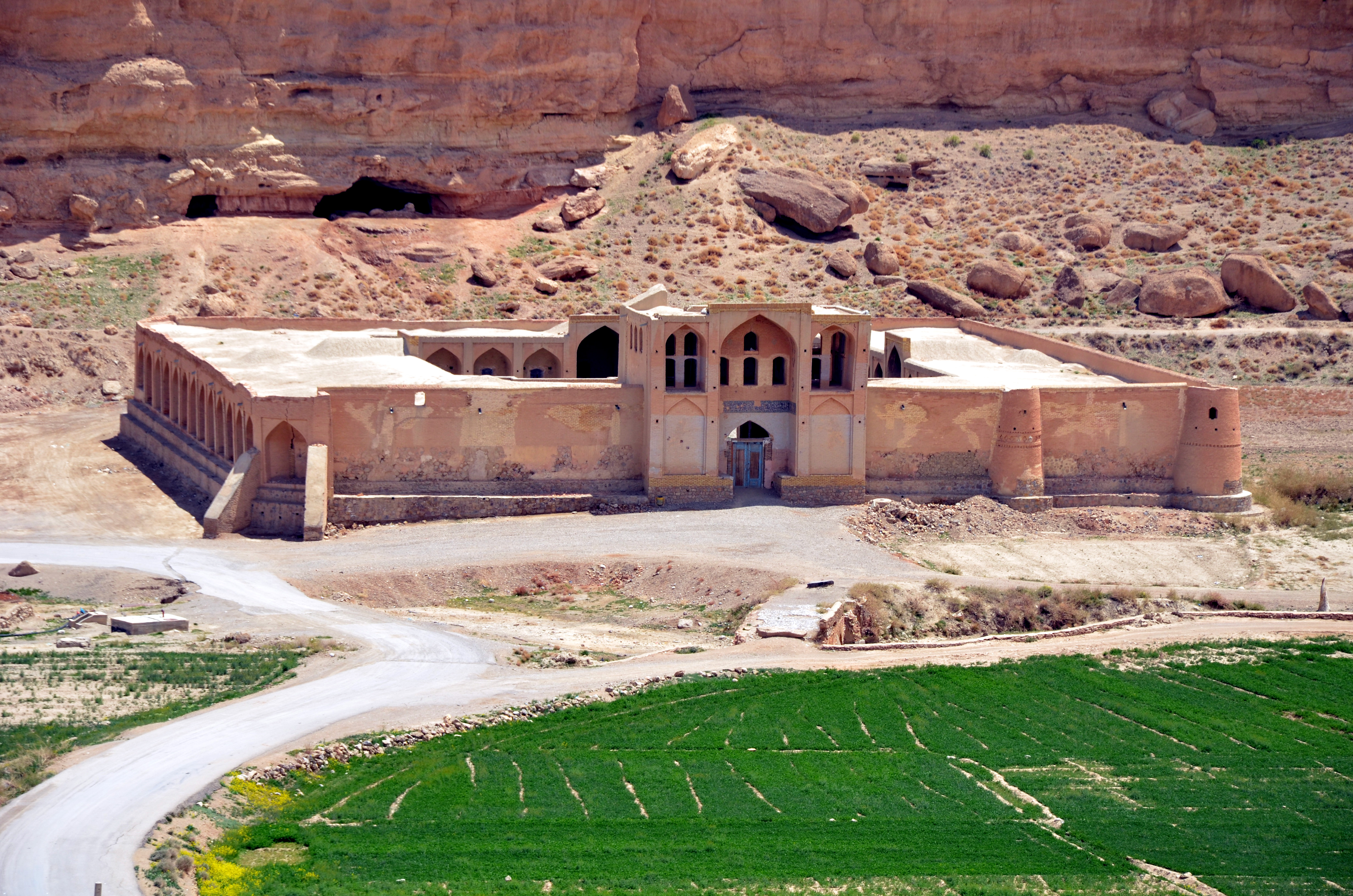
نمایی از کاروانسرای ایزدخواست

- کاروانسرای ایزدخواست
- پل ایزدخواست
- دژ ایزدخواست
- بنای پاقلعه ایزدخواست
- تیمچه صرافیان
- تل قصر بهرام سورمق
- بنای امامزاده سلطان ابراهیم
- کاروانسرای شاه‌عباسی شورجستان
- عمارت کلاه‌فرنگی آباده
- خوره
- قلعه دو قلک یا دوقله
- قلعه کریم آباد
- تپه قلعه گبری
- تل ساریاتان
- تل قلعه اروان
- تپه دولت‌آباد
- تپه دهک گردو
- قزقلاسی
- مسجد امام حسن
- دهدق
- قلعه گبری دهدق
- تل قره ترک
- سد قوسی ایزدخواست
- منزل شاه اسماعیل
- تل شاه محمود
- مرکز آباده‌شناسی

## شاه اسماعیل سوم در آباده
شاه اسماعیل سوم مشهور به سید ابوتراب از شاهزادگان صفوی است که پدر او سید مرتضی صدرالممالک و نواده احتمالی شاه سلطان حسین صفوی می‌باشد. وی هنگامی که به سلطنت انتخاب شد هشت یا نه سال داشت.
انتخاب وی به سلطنت بدین ترتیب بود که علی مردان خان چهارلنگ از طایفهٔ بختیاری و کریم خان از طایفه زند و ابوالفتح خان اصفهانی اتحاد بزرگی طرح‌ریزی کردند و برای این که حکومت آنان به نظرها غصبی نیاید او را به سلطنت برگزیدند.

پس از مدتی بین علیمردان خان و کریم خان زند جنگ درگرفت و شاه اسماعیل به کریم خان زند پیوست و باز پس از چندی از نزد کریم خان زند گریخت و نزد محمدحسن خان قاجار رفت و چون محمدحسن خان قاجار در جنگی با کریم خان زند شکست خورد شاه اسماعیل دوباره به نزد کریم خان زند برگشت و کریم خان او را پذیرفت و در آباده ساکن نمود.
کریم خان در آباده برای او شش دستگاه ساختمان احداث کرد. در مرکز اصلی آن شاه اسماعیل در آن زندگی می‌کرد. همچنین یک باب حمام (به سبک صفوی و زندیه) و یک باب مسجد احداث ساخته شد که در حال حاضر مردم همهٔ آن‌ها را «بناهای کریم‌خانی» می‌نامند.

کریم خان برای شاه اسماعیل ملازمانی از کرمان در نظر گرفت تا مواظب او باشند تا بار دیگر راه فرار پیش نگیرد یا مسائل دیگری را به وجود نیاورد.

کریم خان زند برای شاه اسماعیل روزی یک تومان نقد که برابر ده‌هزار دینار و قیمت پانصد من تبریز غله بود و نیز روزانه مقدار سه من تبریز گندم و دو من جو برای مخارج و علیق او در نظر گرفت و در هر سال دو بار در عید نوروز و اوایل پاییز لباسی شاهانه و درخور او به آباده می‌فرستاد.
شاه اسماعیل از ۱۱۸۰ ه‍.ق تا هنگام وفاتش یعنی ۱۱۸۷ ه‍.ق در آباده زندگی خود را به نقاشی و چاقوسازی می‌گذرانید و از صنعت خود (چاقوسازی) چند قبضه به رسم یادبود برای کریم خان زند ارسال می‌داشت.
کریم خان زند که برای شاه اسماعیل نامه می‌نوشت در زیر آن اضافه می‌کرد: «عرضه‌داشت کمترین بندگان» و در زیر آن می‌افزود: «کریم زند».
شاه اسماعیل هم که نامه می‌نوشت با جمله «فرمان عالی شد» آغاز می‌کرد.
با مرگ شاه اسماعیل در ۱۱۸۷ ه‍.ق در آباده، کریم خان زند سه روز عزاداری تعیین کرد و بر حسب رسوم آن زمان کلاه خود و همهٔ سران و بزرگان دربار خود را لجن مالید.
شاه اسماعیل در آباده به خاک سپرده می‌شود. برایش مقبره‌ای درست می‌کنند و شمشیر پادشاهی او را به همراه جنازه‌اش به خاک می‌سپارند. محل دفن در قبرستان عمومی آن زمان آباده بوده که دارای آرامگاه و سنگ قبر بوده‌است. این قبرستان در حدود سال ۱۳۳۰ ه‍.خ تبدیل به باغ ملی گردید و اینک پارک کودک می‌باشد.
متأسفانه اکنون بناهای کریم خانی در آباده به کلی تخریب شده‌است. در دوران پهلوی از مرکز اصلی آن یعنی خانه مسکونی شاه اسماعیل، به صورت مدرسه (مدرسه فردوسی) استفاده می‌شده‌است. حدود ۱۳۶۰ شهردار وقت حمام وکیل را به دلیل شکسته شدن سقف آن خراب کرد و مسجد وکیل را نیز در حدود ۵۰ سال پیش به سبب گسترش حسینیه آباده خراب نموده‌اند. محله ای که این بناها در آن قرار داشته‌است با نام قلعه کهنه نامیده می‌شده‌است.
از جمله آثار یادبود باقی‌مانده از شاه اسماعیل در آباده تل شاه‌نشین است که در فاصلهٔ ۲ کیلومتری شمال قلعهٔ قدیم آباده و در محدودهٔ شهر آباده قرار دارد. در سطح این تپه چهار نوع حجاری به شکل‌های مختلف از جمله لگن، بادیه، تخت و غیره انجام شده و هیچ گونه کتیبه‌ای در آن وجود ندارد.

## تل شاه‌نشین
گویش درست (تَلل)təll که به معنی تپه می‌باشد. طول این تپه حدود ۲۰۰ متر و ارتفاع آن حد اکثر ۸ متر می‌باشد. نوع آن سنگی و از دوران اول می‌باشد و یک فسیل بسیار زیبا از صدف در سنگ‌های آن وجود دارد.
علت نام گذاری
در فرهنگ زبان فارسی (تـَل)təll به معنی جای بلند است و همریشه واژه ی (Tall) در زبان انگلیسی است و چون بنا روی بلندی تل ساخته شده به همین دلیل تلّ شاهی نام گرفته‌است.

## تقسیمات کشوری
شهرستان آباده دارای ۲ بخش، ۵ دهستان و ۵ شهر به شرح زیر است:

### شهرستان آباده
| بخش       | مرکز بخش | جمعیت بخش ۱۳۹۵ | نام دهستان | مرکز دهستان | جمعیت دهستان ۱۳۹۵ | شهر                   | جمعیت شهر ۱۳۹۵                 |
| --------- | -------- | -------------- | ---------- | ----------- | ----------------- | --------------------- | ------------------------------ |
| مرکزی     | آباده    | ۷۶،۸۱۴ نفر     | بیدک       | بیدک        | ۸،۱۰۴ نفر         | آباده ایزدخواست سورمق | ۵۹،۱۱۶ نفر ۵،۹۱۰ نفر ۳،۰۵۰ نفر |
| مرکزی     | آباده    | ۷۶،۸۱۴ نفر     | سورمق      | سورمق       | ۶۲۳ نفر           | آباده ایزدخواست سورمق | ۵۹،۱۱۶ نفر ۵،۹۱۰ نفر ۳،۰۵۰ نفر |
| مرکزی     | آباده    | ۷۶،۸۱۴ نفر     | ایزدخواست  | ایزدخواست   | ۰ نفر             | آباده ایزدخواست سورمق | ۵۹،۱۱۶ نفر ۵،۹۱۰ نفر ۳،۰۵۰ نفر |
| بهمن صغاد | صغاد     | ۲۴،۰۱۷ نفر     | خسروشیرین  | خسروشیرین   | ۳،۰۹۶ نفر         | صغاد بهمن             | ۱۲،۵۸۲ نفر ۷،۵۶۸ نفر           |
| بهمن صغاد | صغاد     | ۲۴،۰۱۷ نفر     | بهمن       | بهمن        | ۷۷۱ نفر           | صغاد بهمن             | ۱۲،۵۸۲ نفر ۷،۵۶۸ نفر           |

## جمعیت
بر پایه سرشماری عمومی نفوس و مسکن در سال ۱۳۹۵، جمعیت شهرستان آباده برابر با ۱۰۰٬۸۳۱ نفر بوده است.